# 正道会館

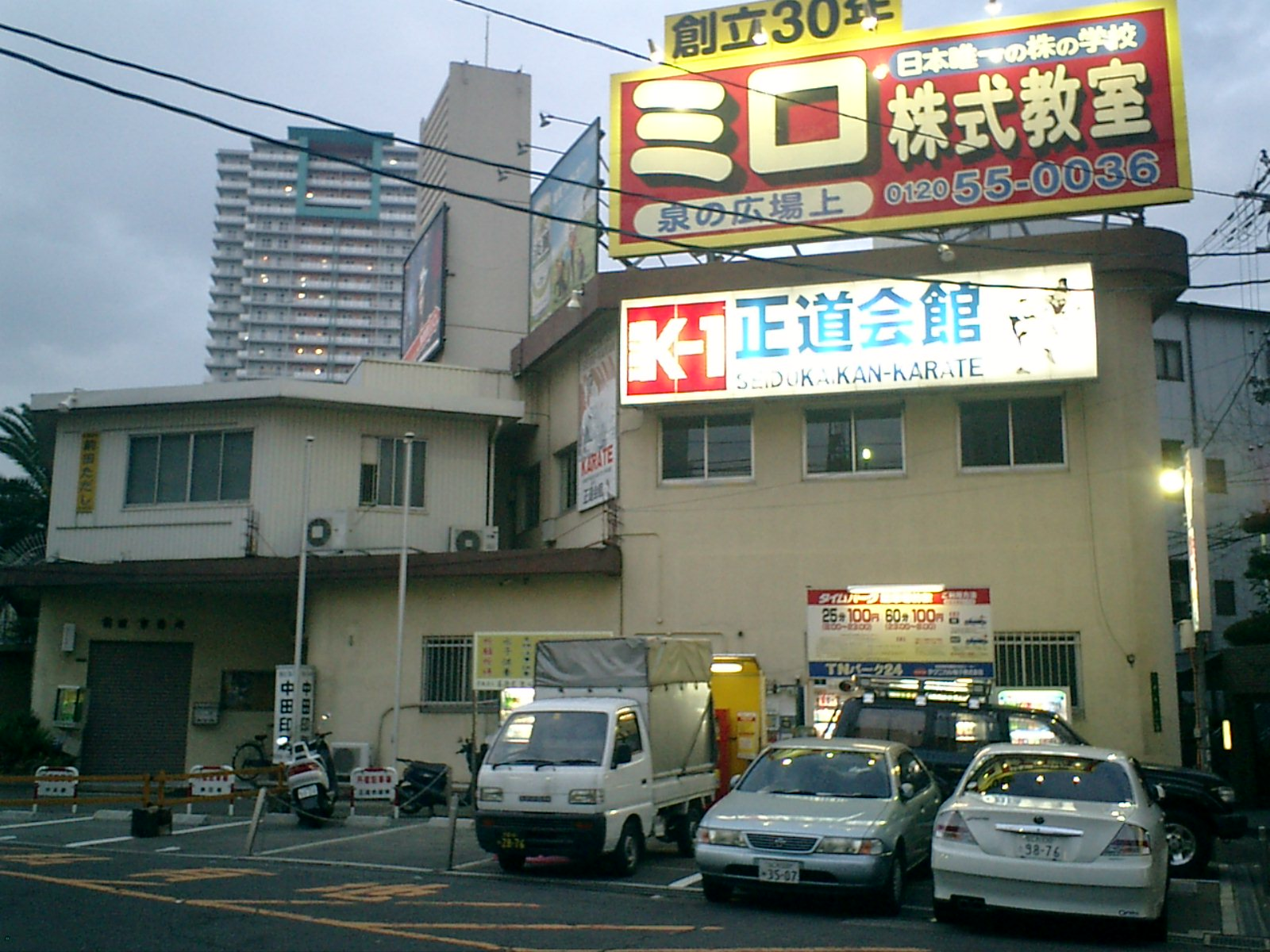

正道会館（せいどうかいかん）は、大阪府大阪市に総本部道場を置く空手団体である。団体名称は「新日本空手道連盟 正道会館」。
全日本空手道連盟（JKF）には認定団体として加盟しており、総本部ではプロコース、柔術クラス、キックボクシングクラスも行っている。

## 歴史

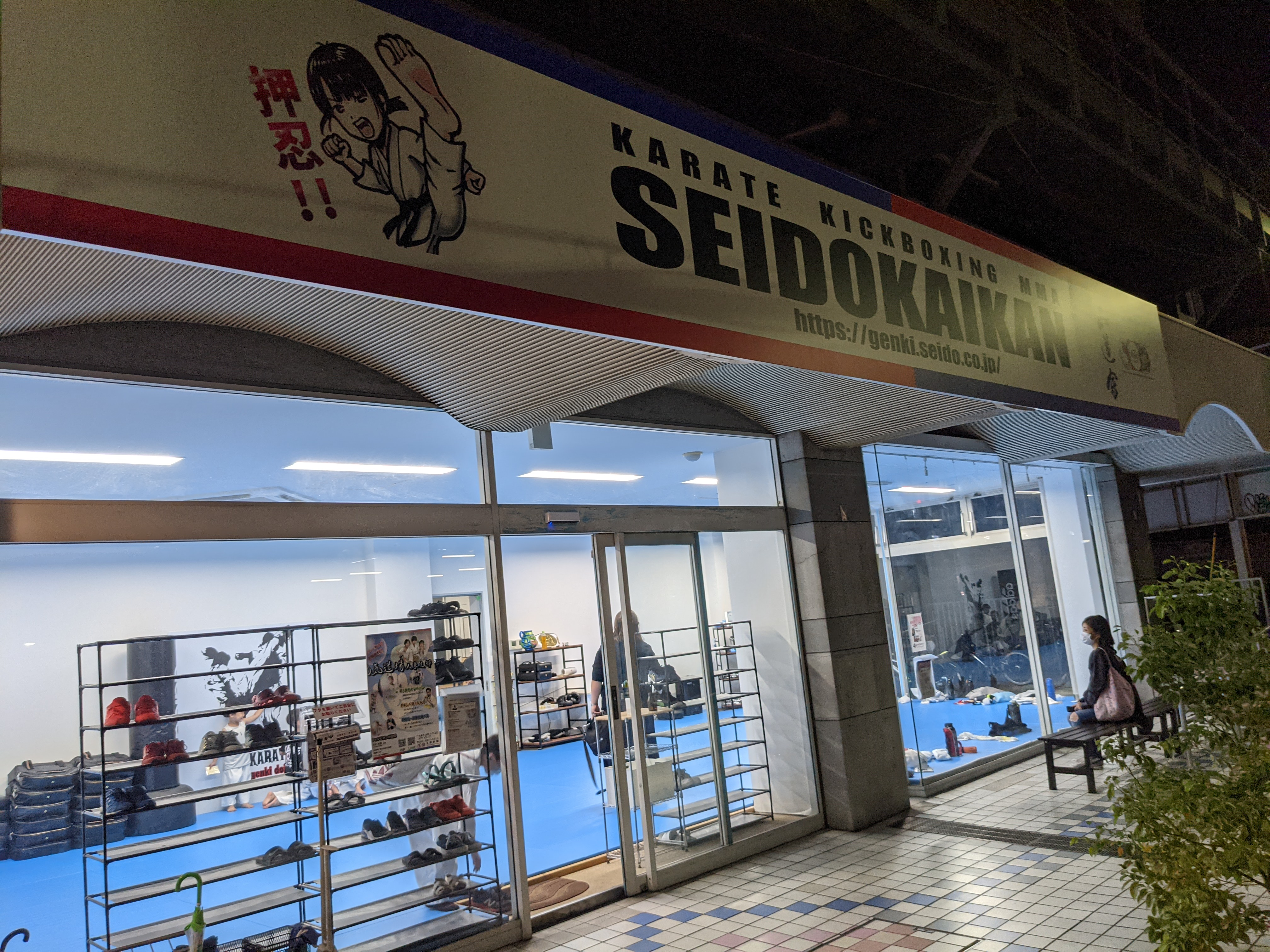
正道会館大東道場

1980年（昭和55年）に当時極真会館芦原道場大阪支部の支部長だった石井和義が大阪市西成区岸里に設立。設立当初の名称は正道館で、後に新日本空手道連盟正道会館に改称。二宮博昭、中山猛夫、前田比良聖・伊藤浩久など、芦原道場から多くの人間が移籍した。
1982年（昭和57年）には第1回ノックダウンオープントーナメント全日本空手道選手権大会を開催。初期の大会では極真全日本大会準優勝の実績を持つ中山猛夫が、圧倒的な力で優勝を重ねていった。またフルコンタクト空手の競技で勝つための実践的なスタイルを提唱し、様々なオープントーナメントに選手を送りこんで活躍し、後に「常勝軍団」とまで言われるようになる礎を築いていった。
USA大山空手との対抗戦「USA大山空手vs正道空手5対5マッチ」を東京で開催し話題を呼んだ。1991年（平成3年）には顔面ありルールに本格進出を表明し、同年12月リングス参戦、1992年（平成4年）1月「トーワ杯カラテ・ジャパン・オープン」出場などを経てキックボクシング形式でも活動する。
また1993年（平成5年）にK-1GRAND PRIXを初開催し、日本の格闘技ブームの火付け役となった。

### 組織
- 館長：石井和義
- 総本部
  - 師範：角田信朗、湊谷秀文
  - 師範代：伊藤蓮
- 支部・同好会数
  - 2014年（平成26年）1月時点での全国支部・同好会・教室数は350か所。海外4カ国。

## 大会

### オープントーナメント全日本空手道選手権大会
1982年（昭和57年）には第1回ノックダウンオープントーナメント全日本空手道選手権大会を開催。また第7回大会ではリングを使用、さらに再延長時にはグローブをはめての顔面攻撃有りのルールを導入する（第15回大会よりリングの使用および再延長のグローブ戦は廃止）。
| 回 | 年     | 優勝           | 準優勝         | 3位      | 4位      | 回 | 年     | 優勝         | 準優勝               | 3位                | 4位      |
| -- | ------ | -------------- | -------------- | -------- | -------- | -- | ------ | ------------ | -------------------- | ------------------ | -------- |
| 1  | 1982年 | 中山猛夫       | 前田比良聖     | 今西靖明 | 川地雅樹 | 12 | 1993年 | 佐竹雅昭     | アンディ・フグ       | 後川聡之           | 金泰泳   |
| 2  | 1983年 | 中山猛夫       | 今西靖明       | 杉原正康 | 小林健太 | 13 | 1994年 | サム・グレコ | マイケル・トンプソン | ケネス・フェルター | 南豪宏   |
| 3  | 1984年 | 川地雅樹       | 今西靖明       | 木村成克 | 佐竹雅昭 | 14 | 1995年 | 金泰泳       | 後川聡之             | 子安慎悟           | ムサシ   |
| 4  | 1985年 | 川地雅樹       | 佐竹雅昭       | 今西靖明 | 角田信朗 | 15 | 1996年 | 子安慎悟     | 本多浩               | 出畑力也           |          |
| 5  | 1986年 | 川地雅樹       | 佐竹雅昭       | 今西靖明 | 東雅美   | 16 | 1997年 | 子安慎悟     | 出畑力也             | 春山成千           | 門久雄   |
| 6  | 1987年 | 佐竹雅昭       | 川地雅樹       | 今西靖明 | 柳澤聡行 | 17 | 1998年 | 門久雄       | 春山成千             | 出畑力也           | 福永規男 |
| 7  | 1988年 | 佐竹雅昭       | 柳澤聡行       | 川地雅樹 | 角田信朗 | 18 | 2006年 | 外岡真徳     | 沢田秀男             | 地主正孝           | 福永規男 |
| 8  | 1989年 | 佐竹雅昭       | 田上敬久       | 柳澤聡行 | 松本栄治 | 19 | 2009年 | 外岡真徳     | 沢田秀男             | 尾崎慶             | 小西雅仁 |
| 9  | 1990年 | 後川聡之       | 田上敬久       | 佐竹雅昭 | 柳澤聡行 | 20 | 2012年 | 野田貢       | 土井一央             | 小西雅仁           | 地主正孝 |
| 10 | 1991年 | 後川聡之       | アダム・ワット | 田上敬久 | 武澤伸光 |    |        |              |                      |                    |          |
| 11 | 1992年 | アンディ・フグ | 金泰泳         | 後川聡之 | 鈴木修司 |    |        |              |                      |                    |          |

1999年（平成11年）より毎年9月に大阪にて体重別のウェイト制大会（現在3階級）を開催。3年に1回は無差別大会開催（2012年（平成24年）までに全日本ウェイト制は第11回まで開催。全日本無差別大会は第20回まで開催）。
現在の正道空手ルールは、いわゆる極真ルールに片手による瞬間的な掴み・引っ掛け（1秒以内）を加えたものであり、相手を掴んでの攻撃バリエーションが発達している。
近年の主な全日本チャンピオン
- 外岡真徳 - 第19回全日本無差別大会
- 沢田秀男 - 第8回全日本ウェイト制大会重量級
- 地主正孝 - 第8回全日本ウェイト制大会軽重量級
- 小西雅仁 - 第11回全日本ウェイト制大会中量級
- 土井一央 - 第11回全日本ウェイト制大会重量級
- 野田貢 - 第20回全日本無差別大会
- 椙村祐亮 - 第11回全日本ウェイト制大会軽量級
- 平尾大智 - 第10回全日本ウェイト制大会軽量級
- 工藤健太郎 - 第8回全日本ウェイト制大会中量級
- 菱川晋作 - 第8回全日本ウェイト制大会軽量級

### 極真会館への大会参加
芦原道場時代は中山猛夫、伊藤浩久、前田比良聖らが全日本大会に出場し、中山が第9回大会に於いて準優勝の成績をおさめている。正道館（当時）が発足した1980年（昭和55年）。芦原会館との混成メンバーで第12回全日本大会に出場、今西靖明が2日目まで勝ち残った。第13回大会では宮崎保明が当時の極真本部のエース、竹山晴友と対戦し、敗れたもののその善戦ぶりで注目を浴びた。
1990年（平成2年）には大山倍達の空手界の大同団結の呼びかけに応じ、多くの選手をエントリーした。正道会館の選手への厳しい判定が多い中、第9回全日本ウェイト制全日本大会にて角田信朗が他流派史上初（当時）の4位に入賞した。その後、格闘技プロモーターとして活躍しだした石井がアンディ・フグを空手ワールドカップ（実際には従来の全日本大会に数名の外国人を招聘しただけで各国で選抜戦は行われていない。優勝者にはカップでなくトロフィを贈与）に無断出場させたことが原因で極真会館から絶縁を言い渡される。
大山没後、極真会館の開放策で再び正道会館の選手が極真会館の大会に公式に参加が認められ、極真側からもK-1などのプロ興行に選手を送り込むことになった。
大会入賞者や世界大会代表も輩出。現在、極真会館(松井館長)の全日本大会へ参加している。
2015年（平成27年）9月、極真会館(館長・松井章圭)と友好団体となり、空手の社会的地位向上と、全空連が進める空手の五輪正式種目化を目指すことを表明した。

### プロ大会への参加
プロ大会への初挑戦は1990年（平成2年）6月30日 全日本キックボクシング連盟「INSPIRING WARS “HEAT630”」で、正道会館所属の佐竹雅昭とマーシャル・アーツのドン・中矢・ニールセンが3分5Rヨーロッパキックルールで対戦。佐竹が1R2分7秒、左ストレートでKO勝ち。現在も積極的にプロ団体（キック・総合）へ参戦している。

### プロ大会開催
1991年（平成3年）6月4日のUSA大山空手との対抗戦「USA大山空手vs正道空手5対5マッチ」を開催。この興行の成功が、「格闘技オリンピック」から「K-1」シリーズの流れに繋がり、自派の全日本空手道選手権大会（カラテワールドカップ）にも、極真空手世界大会出場歴のある有名選手やプロ格闘技選手を出場させるなどで話題を集める。
1992年（平成4年）3月26日には東京体育館で、様々なジャンルから選手を集め、ルールも多種にわたった実験的大会「格闘技オリンピック」を開催。続いて7月30日には、代々木第二体育館で「格闘技オリンピックII」を開催。アンディ・フグが正道会館初参戦し柳沢聡行と対戦する。10月4日に大阪府立体育会館で「格闘技オリンピックIII〜'92カラテワールドカップ」開催。アンディ・フグが優勝（準優勝：金泰泳）。同大会において佐竹雅昭がIKBF世界ヘビー級王者ピーター・アーツと2分5Rキックルールで対戦し、引き分け。またこの大会の開会式で93年春、打撃系立ち技格闘技世界最強の格闘者を決める大会「10万ドル争奪世界最強決定トーナメント（後のK-1 GRAND PRIX'93）」を行うと発表。
1993年（平成5年）3月30日に後楽園ホールで「K-1 GRANDPRIX前哨戦～聖戦I～」を開催。4月30日に「K-1 GRAND PRIX'93 10万ドル争奪格闘技世界最強トーナメント」を代々木第一体育館にて開催。記念すべきK-1グランプリ第1回大会には世界各地から8選手が出場した。

### 全空連への加盟
2017年（平成29年）11月、石井和義のFacebookにて全空連への加盟が公表された。